# Super Senior
Super Senior è stato un reality show italiano, andato in onda su Rai 3 nel 2003 con la conduzione di Pietro Sermonti e basato sull'omonimo format norvegese prodotto dalla società televisiva Palomar.

## La trasmissione
Il programma partì domenica 7 settembre 2003 su Rai 3 (è stato l'unico reality show ad essere trasmesso su questa rete, insieme a Milano-Roma). Inoltre dal lunedì al venerdì, era presente una striscia quotidiana alle 13.45.
Il meccanismo del programma prevedeva che 12 persone over 60, dovevano alloggiare per circa quindici settimane nel palazzo Buonaccorsi di Castel San Pietro (RI). In convivenza forzata, avevano però la possibilità di uscire dal palazzo e parlare con altre persone; unico divieto imposto era quello di guardare la televisione.
Lo scopo era la preparazione di uno spettacolo teatrale, per la precisione basato su I promessi sposi di Alessandro Manzoni curando ogni aspetto dell'allestimento. Il programma si rivelò un flop: gli ascolti non erano quelli sperati (4% di share), tant'è che lo show fu spostato in seconda serata.
Nonostante i bassi ascolti riscontrati in prima serata, lo spettacolo teatrale che avevano preparato fu mandato in onda su Rai 3 il 3 ed il 4 gennaio 2004.

## Concorrenti
- Aldo Bertani
- Luciano Bianchi Ferella
- Luisa Cabua
- Giuliana Cutrona
- Giuseppe Giuliani
- Ugo Innamorati
- Antonella La Ferla
- Milena Medicina
- Mira Micozzi
- Ivana Morlupo
- Liliana Pellegrino
- Salvo Salviati
- Francesco Trapani
- Attilio Zammarchi